# Benjamin Schulte
Pour les articles homonymes, voir Schulte.
Benjamin Schulte (né le 22 décembre 1995 à Tamuning) est un nageur de Guam.
Il est le porte-drapeau de Guam aux Jeux olympiques de 2016.